# Rosi Renoth
Rosi Renoth nata Krenn (3 giugno 1967) è un'ex sciatrice alpina tedesca.
Fino alla riunificazione tedesca (1990) gareggiò per la nazionale tedesca occidentale.

## Biografia
Specialista delle prove veloci originaria di Schönau am Königssee e moglie di Herbert Renoth, a sua volta sciatore alpino, Rosi Renoth debuttò in campo internazionale in occasione dei Mondiali juniores di Jasná 1985 e ottenne il primo risultato di rilievo in Coppa del Mondo il 15 dicembre 1988 ad Altenmarkt-Zauchensee in discesa libera (7ª); ai successivi Mondiali di Vail 1989, sua unica presenza iridata, si classificò 11ª nella discesa libera e non completò la combinata. Conquistò il miglior risultato in Coppa del Mondo il 3 marzo 1993 a Morzine in discesa libera (5ª) e si ritirò al termine della stagione 1993-1994: il suo ultimo piazzamento fu il 34º posto ottenuto nella discesa libera di Coppa del Mondo disputata il 6 marzo a Whistler. Non prese parte a rassegne olimpiche.

## Palmarès

### Coppa del Mondo
- Miglior piazzamento in classifica generale: 35ª nel 1993